# Cannelton (Indiana)
Cannelton é uma cidade localizada no estado americano de Indiana, no Condado de Perry.

## Demografia
Segundo o censo americano de 2000, a sua população era de 1209 habitantes.
Em 2006, foi estimada uma população de 1156, um decréscimo de 53 (-4.4%).

## Geografia
De acordo com o United States Census Bureau tem uma área de
4,0 km², dos quais 3,8 km² cobertos por terra e 0,2 km² cobertos por água. Cannelton localiza-se a aproximadamente 125 m acima do nível do mar.

## Localidades na vizinhança
O diagrama seguinte representa as localidades num raio de 16 km ao redor de Cannelton.